# Yamada Nagamasa
Yamada Nagamasa (山田 長政?; Sunpu, 1590 – Nakhon Si Thammarat, 1630) è stato un militare e politico giapponese nel Regno di Ayutthaya, detto anche Siam, Stato da cui ebbe origine l'odierna Thailandia.
Nel 1612 emigrò nella capitale del Siam Ayutthaya, dove divenne il capo della locale comunità giapponese e il comandante della guardia giapponese al servizio del re Songtham. Promosse gli scambi commerciali tra il Siam e il Giappone retto dallo Shogunato Tokugawa e fece fortuna alla corte di Ayutthaya, dove fu insignito del titolo Okya Senaphimuk. Seppe trarre vantaggio dalle divisioni e dispute tra la nobiltà siamese per accaparrarsi grande potere a corte. Ebbe un ruolo importante nella scelta dei sovrani che succedettero a Songtham e fu quindi nominato governatore di Nakhon Si Thammarat, dove morì nel 1630.
Le notizie storiche che lo riguardano sono poche e frammentarie, probabilmente per la scomparsa dei documenti di corte ad Ayutthaya quando fu rasa al suolo dai birmani nel 1767 e per la distruzione del materiale propagandistico del regime giapponese per mano degli statunitensi quando occuparono il Paese alla fine della seconda guerra mondiale. Inoltre, la propaganda filo-giapponese durante l'occupazione della Thailandia da parte delle truppe di Tokyo nel 1942 enfatizzò l'operato di Yamada e la sua figura fu rimossa dalla storia thailandese alla fine del conflitto mondiale.

## Biografia

### Periodo giapponese e arrivo ad Ayutthaya
Nacque da una famiglia di modeste origini nel 1590 a Sunpu, l'odierna città giapponese di Shizuoka, nell'antica provincia di Suruga durante il periodo Sengoku (1467 – 1603), nel quale il Giappone fu tormentato da continue guerre civili. I conflitti ebbero fine nel 1600 con la vittoria nella battaglia di Sekigahara delle armate fedeli a Tokugawa Ieyasu, che riunificò il Paese e fondò lo Shogunato Tokugawa, dittatura militare che avrebbe controllato il Giappone fino al 1868. Prima di imbarcarsi in cerca di fortuna, Yamada era addetto al trasporto in lettiga del daimyō dello han di Numazu Ōkubo Tadasuke.
Giunse nel 1612 ad Ayutthaya, che stava entrando nel periodo d'oro della sua storia dopo essersi liberata dal domino birmano nel 1584 grazie a Naresuan, che fu re del Siam tra il 1590 e il 1605. In quegli anni arrivarono nella capitale i primi giapponesi, fuggiti dalle guerre civili o dalle persecuzioni contro quelli che si erano convertiti al cristianesimo iniziate nel 1597. Alcuni soldati di ventura giapponesi erano stati al servizio di Naresuan durante la campagna di indipendenza e negli anni successivi ne arrivarono altri che formarono una folta comunità. Durante il regno di Songtham ebbero un enorme sviluppo gli scambi commerciali con l'estero e iniziarono anche quelli con il Giappone, in particolare Ayutthaya inviava salnitro in cambio di zolfo, elementi necessari per produrre la polvere da sparo. Nel periodo tra il 1604 e il 1635 furono 56 le navi con sigillo vermiglio autorizzate a commerciare tra il Siam e il Giappone.
Nel 1612, lo stesso anno dell'arrivo di Yamada, vi fu una ribellione di 300 soldati giapponesi che occuparono il palazzo reale tentando invano di porre sul trono un pretendente siamese al posto di Songtham. Furono costretti alla fuga e portarono con sé un grande tesoro facendo razzia a palazzo. Si è ipotizzato che fossero soldati allo sbando dopo la fine delle guerre civili nel loro Paese e l'incidente non compromise la permanenza degli altri giapponesi stanziati nella capitale.

### Capo dei rapporti commerciali tra Siam e Giappone

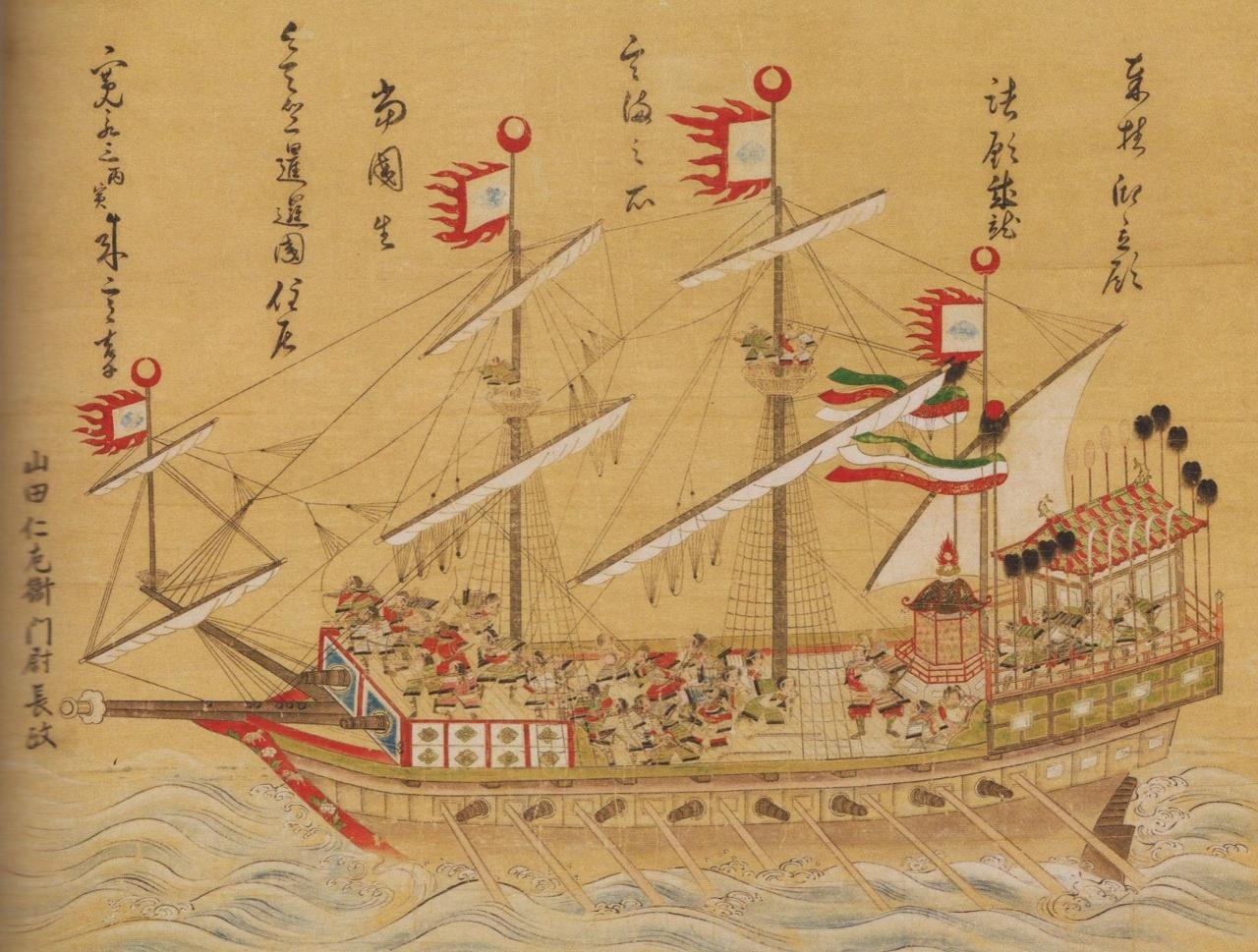
Copia dellema lasciata da Yamada nel 1626 nel santuario di Sengen a Sunpu, raffigurante la nave su cui viaggiò dotata di cannoni e di un equipaggio di oltre 30 uomini in divisa da samurai

Ad Ayutthaya si stabilì nel villaggio giapponese (日本町?, nihonmachi), la comunità dei suoi compatrioti fondata in quegli anni, situata nelle vicinanze a sud dell'isola che costituiva il centro storico e lungo il fiume Chao Phraya, principale arteria per i trasporti del regno. Il villaggio giapponese è oggi sede di un museo e si trova di fronte all'antico villaggio portoghese che sorge sulla riva opposta del fiume. Negli anni successivi Yamada si mise in luce al punto di essere nominato nuovo capo del villaggio attorno al 1620. Nel 1621 organizzò la spedizione commerciale di Ayutthaya presso lo shogun Tokugawa Hidetada e scrisse le lettere di accompagnamento degli inviati che, oltre a portare i doni del re e la richiesta di sviluppare l'amicizia e i commerci tra i due Paesi, portarono alcuni doni personali dello stesso Yamada. Agli inviati fu affidata una lettera con cui lo shogun confermava l'amicizia con il Siam e una serie di preziosi doni per re Songtham e per Yamada.
In seguito Yamada si recò anche di persona in Giappone, come conferma una copia della tavola votiva ema da lui lasciata nel 1926 nel santuario di Sengen a Sunpu, la sua città natale. Nei primi mesi del 1629 spedì una lettera che gli inviati siamesi consegnarono al nuovo shogun Tokugawa Iemitsu per informarlo della morte di re Songtham e per portargli i saluti e la conferma di amicizia del nuovo re Chetthathirat e del Phraya Kalahom, il potente capo dell'esercito. Nel testo Yamada ringraziava lo shogun per avergli concesso il sigillo vermiglio destinato alle navi da lui attrezzate per il commercio con il Giappone. Anche in questa occasione gli inviati portarono con sé i doni del re, del Phraya Kalahom e di Yamada e tornarono in patria con la conferma dell'amicizia da parte dello shogun e altrettanti doni. I dignitari della corte che compilarono la lettera di accompagnamento si riferirono a Yamada con lo stile Sua Eccellenza, a differenza della lettera del 1621 quando era sconosciuto a corte e il suo nome era stato accompagnato con uno stile riservato a funzionari minori.

### Comandante delle truppe giapponesi al servizio del re siamese

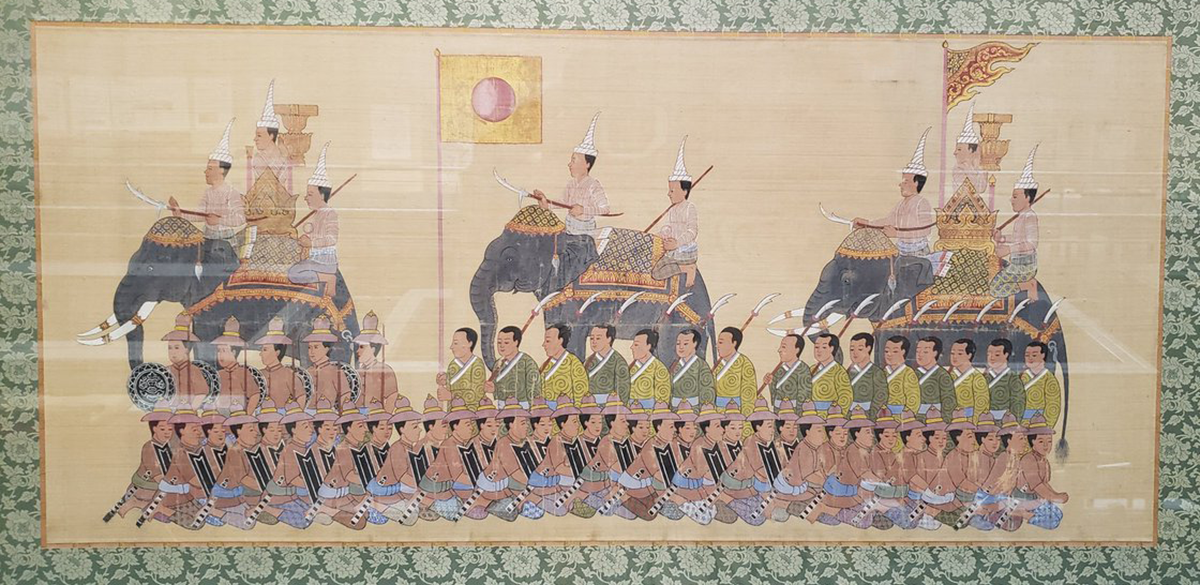
Le truppe di Yamada in Siam

Secondo lo storico thai Nidhi Eoseewong, attorno al 1625 fu costituito un reparto di truppe speciali giapponesi addette alla guardia di re Songtham, tra i compiti di questo reparto vi fu l'attacco a un galeone spagnolo nel fiume Chao Phraya. Yamada, in qualità di capo della comunità e delle truppe speciali giapponesi, divenne nel 1628 uno degli ufficiali più fidati del re e gli fu conferito uno dei titoli più prestigiosi del regno. Un altro autore sostiene che fu un samurai in Giappone e se andò dal Paese dove, in mancanza di conflitti, le sue doti di guerriero non servivano. Fu benvoluto alla corte siamese e apprezzato per la competenza e il coraggio in battaglia. La guardia reale giapponese di cui era comandante fu temuta dai nemici del re.

### Influenza sulla corte di Ayutthaya
Sempre secondo Nidhi, quando Songtham fu sul letto di morte, per contrastare le mire al trono del proprio fratello Sri Sin, che disponeva di grandi capitali e di un proprio esercito, chiese l'aiuto di Yamada e del potente nobile Phraya Sri Worawong. Alla morte del re, nel 1628, questi riuscirono a porre sul trono Chetthathirat, il quindicenne figlio maggiore di Songtham, mettendosi contro Phraya Kalahom, che era schierato con Sri Sin. Yamada e Phraya Sri Worawong divennero così le personalità più influenti del regno.
Il nuovo re fu fin dall'inizio succube delle mire di Phraya Sri Worawong, il quale si fece nominare Phraya Kalahom. L'ascesa al trono di Chetthathirat era stata contestata dal popolo e lo fu ancora di più per una serie di delitti che caratterizzarono il suo breve regno. L'amnistia con cui liberò molti detenuti in occasione della sua incoronazione non gli fu sufficiente per conquistare i favori dei sudditi. Il più grave delitto fu quello di Sri Sin, zio di Chettha, ritenuto pericoloso per la sua ambizione di diventare re. Sri Sin intuì che l'inimicizia del nuovo Kalahom poteva costargli cara e si premunì entrando in un monastero come monaco buddhista. Fu però convinto a sciogliere i voti da Yamada, che gli promise di aiutarlo con le proprie truppe a prendersi il trono. Quando uscì dal monastero fu invece catturato, condannato a morte e trasferito a Phetchaburi, dove fu gettato in una profonda fossa a morire di fame. Fu liberato con uno stratagemma da Luang Monkorn, uno dei suoi alleati, radunò quindi un consistente numero di sostenitori che lo aiutarono a impadronirsi di alcune città e lo acclamarono re. Fu però sconfitto e catturato; prima di essere rinchiuso in un sacco ed essere bastonato a morte con legno di sandalo nel Wat Khok Phraya, antica tradizione di Ayutthaya riservata ai membri della famiglia reale condannati a morte, mise in guardia Chetthathirat dalle mire del nuovo Kalahom. Anche Luang Monkorn fu giustiziato dopo aver tentato di assassinare il Phraya Kalahom.
Nel periodo successivo, il Phraya Kalahom coinvolse Chetthathirat in ogni sorta di spese folli e di depravazioni, accentuando l'insofferenza del popolo nei confronti del sovrano. Nel frattempo il Phraya Kalahom stava progressivamente accaparrandosi le prerogative della monarchia siamese e arrivò a organizzare per la morte della propria madre un funerale di Stato con il tipo di cremazione riservato alla famiglia reale, invitando le più alte personalità della corte. L'evento scatenò proteste e violente minacce da parte di Chetthathirat, che stava maturando una profonda invidia per il potere accumulato dal cortigiano. Il Phraya Kalahom si sentì in pericolo e con le proprie guardie attaccò il palazzo reale, il sovrano si rifugiò in un tempio ma fu catturato e giustiziato insieme alla madre Amarit. Al pari di Sri Sin e di altri sovrani di Ayutthaya, fu rinchiuso in un sacco di velluto e bastonato a morte con legno di sandalo nel Wat Khok Phraya.

### Governatore di Nakhon Si Thammarat
Il Phraya Kalahom fece giustiziare anche Phraya Kamphengram, che con l'appoggio di Yamada ambiva al trono. Le successive proteste del ministro giapponese portarono alla nomina a sovrano di Athittayawong, un bimbo di 10 anni fratello di Chetthathirat; il Kalahom si fece nominare reggente e si sbarazzò di Yamada, la cui influenza a corte gli dava ormai fastidio. Lo inviò a sedare una rivolta dei musulmani di Pattani nominandolo governatore di Nakhon Si Thammarat, la più importante città nel sud del Paese, chiamata Ligor dagli europei, centro di raccolta delle grandi quantità di stagno prodotte nel sud.
Yamada scese la penisola con le proprie truppe e riuscì nell'intento ma rimase ferito nel corso della battaglia. Liberatosi di Yamada, il reggente fece internare Athittayawong in un monastero e lo fece giustiziare nel 1630, dopo poco più di un mese da quando era stato nominato re. Secondo il diplomatico e storico olandese Jeremias Van Vliet, fu invece confinato in monastero fino al 1637, quando si unì a una ribellione ma fu catturato e giustiziato. Il reggente usurpò comunque il trono nel 1630 con il nome regale Prasat Thong. Fu la fine della dinastia di Sukhothai e l'inizio della dinastia Prasat Thong, che prese il nome dal suo capostipite.
Yamada morì nel 1630, secondo alcune fonti fu fatto avvelenare da Prasat Thong poco dopo l'ascesa al trono. Il figlio di Yamada, di nome O-in, si ribellò contro Ayutthaya ma non riuscì a mantenere il controllo delle truppe giapponesi che si divisero in fazioni contrapposte. Dalla capitale fu inviato un esercito per sedare la nuova rivolta e i giapponesi furono costretti a fuggire dal Siam e rifugiarsi in Cambogia. La notizia dell'assassinio di Yamada giunse anche alla corte dello shogun e incrinò i rapporti tra Siam e Giappone, che comunque nel 1639 adottò la politica isolazionista e autarchica nota come sakoku, durante la quale furono permessi scambi commerciali con l'Occidente solo agli olandesi.

## Media

### Cinema
- 2010 - Samurai Ayothaya di Nopporn Watin, film romanzato sulla vita di Yamada.